# Thomasomys ucucha
Thomasomys ucucha là một loài động vật có vú trong họ Cricetidae, bộ Gặm nhấm. Loài này được Voss mô tả năm 2003.
Loài này chỉ được biết đến từ rừng trên cao và môi trường sống đồng cỏ ở Cordillera Oriental của Ecuador. Bảy loài Thomasomys khác sống trong cùng khu vực. Được thu thập lần đầu tiên vào năm 1903, T. ucucha được mô tả chính thức là một loài mới vào năm 2003 và gần giống với T. hylophilus, xuất hiện ở phía bắc. Loài này được liệt kê là "loài dễ bị tổn thương" trong Sách đỏ của IUCN do mối đe dọa hủy hoại môi trường sống.
Có kích thước trung bình, lông sẫm màu và đuôi dài, T. ucucha có thể phân biệt với tất cả các loài Thomasomys khác bởi các răng cửa trên lớn, rộng và rộng. Chiều dài đầu và thân là 94 đến 119 mm (3,7 đến 4,7 in) và khối lượng cơ thể là 24 đến 46 g. Đuôi ít lông.